# Ann El Safi
Pour les articles homonymes, voir Safi (homonymie).
Ann El Safi (arabe : آن الصافي), de son nom complet Ann Adil Ya'Seen Hajj El Safi (arabe : آن عادل يسّ حاج الصافي), est une écrivaine, romancière et journaliste soudanaise. Elle est autrice de plusieurs poèmes et romans.

## Biographie
Née au Soudan, El Safi vit entre Abu Dhabi et le Canada, travaillant comme journaliste, conférencière et formatrice dans les domaines du développement et de la gestion des ressources humaines,.
En 1996, elle obtient une licence en génie informatique à l' Université de la Méditerranée orientale dans le nord de Chypre. Elle travaille ensuite dans la société Lucent Technologies pendant sept ans à Abu Dhabi où elle décroche un diplôme de l'Académie de poésie. El Safi devient membre de l'institution Sea of Culture basée à Abu Dhabi,.
Ses articles et poèmes apparaissent dans  différentes publications arabes et soudanaises. Par exemple, ses articles Breath of Words (« Souffle de mots ») et Cultural Attaché (« Attaché culturel ») figurent dans le journal soudanais Al-Sahafa . Elle publie également des articles et des documents dans le magazine égyptien Al-Hilal (magazine) (en). En outre, elle contribue à la chronique mensuelle dénommée ''Sciences et Lettres'' dans le magazine de Dar Al Hilal. De temps en temps, elle sort aussi des articles dans les rubiques culturelles du journal saoudien Al-Jazeera, et des articles réguliers dans la rubrique « Écrire pour l'avenir » du journal algérien Ech-Chaab.
Elle assiste à de nombreuses conférences et événements sur la littérature et la culture arabes et africaines notamment grâce à ses articles de recherche. Au 25e Festival culturel annuel d'Al-Qareen, elle partage un article intitulé « Les médias modernes et l'opinion publique : comment les médias dans les sociétés modernes affectent l'opinion publique. ». En 2019, elle prend part au Forum marocain de littérature arabe Oyoon  sur « La tolérance comme élément constitutif de l'écriture pour l'avenir. »,.
En 2014, elle lance son premier roman  فُلك الغواية (« L'Arche de la Séduction »). Ensuite, elle publie huit autres romans dont خبز الغجر (« Le Pain des Tsiganes ») en 2019. Elle y  traite de sujets comme la société et l’économie, les relations entre différentes cultures et communautés, ainsi que l’importance de la tolérance, de l’acceptation et de la coopération dans les sociétés,. L'écrivain soudanais Abdelaziz Baraka Sakin  recommande le roman  d'El Safi, Kama al-Ruh (Comme un esprit) dans une liste d'écrivaines soudanaises importantes publiée dans le magazine ArabLit.
En 2022, elle a occupé le deuxième rang du prix international d'écriture créative Al-Tayeb Salih

## Œuvres littéraires
- 2014 : L'Arche de la Séduction ! (titre original : Fulk Al-Ghawaya ! );
- 2015 : Jameel Nadawand & Succession (titre original : Tawali );
- 2015 : La comptine du narrateur (titre original : Kafiyat Al-Rawi );
- 2016 : Comme un esprit (titre original : Kama al-Ruh ); Écrire pour l'avenir – Partie I (titre original : Al-Kitaba Lil-Mustaqbal – Al Juz' Al-Awal );
- 2017 : C'est lui (titre original : Inaho Huwa );
- 2018 : Mirha
- 2019 : Le Pain des Gitans (titre original : Khubz al-Gajr )[11];
- 2022 : Marcher sur du verre, (titre original : Al mashi ala al zujaj ).

## Participations
El Safi participe à des événements littéraires suivant :
- 2012-2017 : au Festival international du livre d'Abou Dhabi pour les années; aux colloques organisés par l'Union des écrivains émiratis à Sharjah et à Dubaï; à la Conférence internationale de traduction d'Abou Dhabi[12];
- 2014 : au Festival international du livre de Khartoum et au Forum d'édition Al Fada'at en Jordanie;
- au Festival international du livre de Bahreïn
- 2014-2015 : Participation aux événements organisés par le Bureau général permanent des écrivains arabes et du roman arabe au cours des années;
- 2ٍ015-2016 : Forum de contes de Sharjah;
- 2016 : Un symposium au Centre Buthaina Khudr Mekki pour l'innovation et l'éveil et  au Salon de Fatima Al-Oliani à Oman en prononçant un discours;
- 2017 : Foire internationale du livre du Caire;

### Note
- (en) Cet article est partiellement ou en totalité issu de l’article de Wikipédia en anglais intitulé « Ann El Safi » (voir la liste des auteurs).